# Ангел, Бьянка
Бьянка Ангел (рум. Bianca Anghel; р. 21 июля 1985, Плоешти, Румыния) — румынская конькобежка, 5-кратная чемпионка Румынии в многоборье, 17-кратная на отдельных дистанциях. Участница 3-х чемпионатов мира и Европы. Выступала за команду "CS Petrolul".  Установила 10 национальных рекордов. Также соревновалась в роликобежном спорте.

## Биография
Бьянка Ангел начала заниматься конькобежным спортом в возрасте 8-лет. С 1995 года стала участвовать в юношеских чемпионатах Румынии в Меркуря-Чук, а через 2 года выиграла юношеский чемпионат в многоборье. В 1999 году заняла 2-е место в многоборье на юниорском чемпионате и дебютировала на взрослом чемпионате Румынии, где победила сразу в многоборье. В 2001 году Бьянка впервые участвовала на международном уровне в Гронингене, где дебютировала на юниорском чемпионате мира.
В 2003 году она выиграла чемпионат Румынии в многоборье и на всех 4-х дистанциях от 500 до 3000 м, в том же году начала выступления на Кубке мира и чемпионате Европы в Херенвене, где поднялась на 16-е место в многоборье. Через год вновь была первой на дистанциях 500 и 1000 м на Национальном чемпионате, на чемпионате мира среди юниоров Бьянка заняла 5-е место по сумме многоборья и на чемпионате Европы в Херенвене стала 14-й.
В марте 2004 года Ангел дебютировала на чемпионате мира на отдельных дистанциях в Сеуле, где заняла 19-е место на дистанции 1500 м и 17-е на 3000 м. В 2005 году она участвовала на зимней Универсиаде в Инсбруке, где лучшим местом стало 14-е на 3000 м. На чемпионате Румынии оказалась сильнейшей в многоборье и на отдельных дистанциях в 4-х забегах.
В сезоне 2005/06 она пропустила из-за тяжёлой травмы колена, а в сезоне 2006/07 она соревновалась в основном на немецких трассах в Эрфурте, где тренируется сборная Румынии. В декабре 2006 года разразился конфликт с Румынской федерацией конькобежного спорта. Она не прошла вовремя тест на допинг, однако в феврале 2007 года вернулась в страну и сдала пробу, которая оказалась отрицательной, но вскоре Бьянка вновь покинула страну и не участвовала в соревнованиях.
В декабре 2007 года Бьянка на чемпионате Румынии, проходившем в итальянском Коллальбо четвёртый раз стала чемпионкой Румынии в многоборье и выиграла на 4-х дистанциях, а в январе 2008 года заняла 26-е место на спринтерском чемпионате мира в Херенвене. Через месяц вновь одержала победу в многоборье на чемпионате страны и на отдельных дистанциях. На чемпионате мира на отдельных дистанциях в Нагано вместе с партнёршами заняла лучшее 7-е место в командной гонке преследования. 